# Glacidorbis
Glacidorbis é um género de gastrópode  da família Hydrobiidae.
Este género contém as seguintes espécies:
- Glacidorbis atrophus Ponder & Avern, 2000
- Glacidorbis bicarinatus Ponder & Avern, 2000
- Glacidorbis catomus Ponder & Avern, 2000
- Glacidorbis circulus Ponder & Avern, 2000
- Glacidorbis costatus Ponder & Avern, 2000
- Glacidorbis decoratus Ponder & Avern, 2000
- Glacidorbis hedleyi Iredale, 1943
- Glacidorbis isolatus Ponder & Avern, 2000
- Glacidorbis pawpela (Smith, 1979)
- Glacidorbis pedderi (Smith, 1973)
- Glacidorbis occidentalis Bunn & Stoddart, 1983
- Glacidorbis otwayensis Ponder & Avern, 2000
- Glacidorbis rusticus Ponder & Avern, 2000
- Glacidorbis tasmanicus Ponder & Avern, 2000
- Glacidorbis troglodytes Ponder & Avern, 2000